# Припинення роботи уряду США (2018–2019)
Припинення роботи уряду США 2018—2019 — це найдовша в історії і друга у 2018 році зупинка роботи (т. зв. «шатдаун», англ. shutdown) федерального уряду Сполучених Штатів, що почалася опівночі за Північноамериканським східним часом в суботу, 22 грудня 2018 і тривала 35 днів, до 25 січня 2019. Це сталося, коли Конгрес Сполучених Штатів і президент Дональд Трамп не змогли ні домовитися про законопроєкт про асигнування на фінансування операцій федерального уряду на 2019 фінансовий рік, ні вчасно ухвалити резолюцію про продовження, яка б подовжила термін прийняття законопроєкту. Закон про антидефіцитну діяльність забороняє федеральним департаментам чи управлінням здійснювати операції не-першої необхідності без наявності законодавчих актів на асигнування. Унаслідок цього, дев'ять виконавчих департаментів з близько 800 тис. працівників змушені були частково або повністю припинити роботу, що вплинуло на чверть державної діяльності. Це найтриваліше припинення роботи уряду США, в якому федеральні працівники пішли у неоплачувану відпустку.
Зупинка уряду обумовлена тупиковою ситуацією з вимогою Трампа про 5,7 млрд доларів США з федеральних коштів на прикордонну стіну між США та Мексикою. У грудні 2018 р. республіканський сенат одностайно прийняв законопроєкт про асигнування без фінансування стіни, й очікувалося, що законопроєкт буде схвалений переважно республіканською Палатою представників і Трампом. Проте, після того, як Трамп зіткнувся зі значною критикою з боку правих ЗМІ та експертів за те, що відмовився від своєї передвиборчої обіцянки «побудувати стіну», він оголосив, що не підпише ніякого асигнування, що не фінансує її. Як наслідок, Палата представників прийняла законопроєкт про асигнування з фінансуванням стіни, що не мав підтримки в Сенаті і не голосувався.
У січні 2019 року Палата, тепер контрольована демократичною більшістю голосів, проголосувала за затвердження законопроєкту про асигнування без фінансування стіни, який уже отримав одноголосну підтримку Сенату. Тим не менше, Трамп продовжував стверджувати, що він накладе вето на будь-який законопроєкт, який не фінансує стіну, і лідер більшості Сенату республіканців Мітч Макконнелл заблокував розгляд у Сенаті будь-якого законопроєкту про асигнування, який Трамп не підтримає, включаючи раніше прийнятий законопроєкт. Демократи і деякі республіканці виступили проти шатдауну і робили спроби прийняти законодавство, що поновить роботу уряду, заявляючи, що припинення його роботи — це «взяття в заручники» державних службовців.
25 січня 2019 Трамп погодився підписати проміжний закон, що поновив роботу уряду на три тижні до 15 лютого і дав змогу вести переговори щодо тих фінансувань, де сторони не могли дійти згоди. 15 лютого він підписав новий закон про фінансування уряду, однак, незадоволений ним, оголосив національну надзвичайну ситуацію, щоб забезпечити фінансування стіни в обхід Конгресу.
Рейтинг Трампа значно знизився за час «шатдауну». Більшість американців негативно поставилася до використання зупинки роботи уряду Трампом як переговорної стратегії: опитування CBS News показало, що 71 % американців вважають, що прикордонна стіна «не варта була зупинки роботи уряду», а за результатами опитування від The Washington Post та ABC News 53 % американців звинувачували у припиненні роботи уряду Трампа та республіканців, порівняно з 34 %, які звинувачували демократів та 10 % — обидві партії.
«Шатдаун» протривав 35 днів, до 25 січня 2019, і перевершив за тривалістю 21-денне припинення роботи уряду 1995-1996 років, ставши найдовшою зупинкою федерального уряду в історії США.

## Передумови
Під час передвиборчої кампанії 2016 року Трамп неодноразово обіцяв побудувати «стіну» вздовж американсько-мексиканського кордону, за яку заплатить Мексика. Президент Мексики відкинув ідею надання будь-якого фінансування прикордонної стіни США. У 2018 році, Трамп просив про 18 млрд $ федерального фінансування на близько 700 миль бар'єру на кордоні, здебільшого, щоб замінити 654 миль старої огорожі, побудованої згідно з Законом про захисну огорожу 2006 року. 25 грудня 2018 року Трамп змінив курс, припускаючи, що для нього прийнятними будуть 500—550 миль здебільшого відремонтованих бар'єрів (на відміну від нових бар'єрів у місцях, де їх раніше не було) до листопада 2020 р. Пропозиції Трампа і публічні заяви щодо стіні значно змінювалися з часом, відрізняючись різними пропозиціями щодо дизайну, матеріалу, довжини, висоти і ширини стіни.
У вересні 2018 року Конгрес ухвалив два «міні»-законопроєкти про асигнування на 2019 фінансовий рік федерального бюджету, що розпочався 1 жовтня 2018 року. Ці законопроєкти об'єднали п'ять із 12 законопроєктів про регулярні асигнування, що охоплюють 77 % федерального дискреційного фінансування, і включали резолюцію про продовження до 7 грудня для інших управлінь. 6 грудня Конгрес прийняв другу резолюцію про продовження до 21 грудня, щоб дати більше часу для переговорів щодо запропонованої Трампом прикордонної стіни, які було відкладено через смерть і державні похорони Джорджа Буша.
Законопроєкт про асигнування на національну безпеку, який обговорювався обома сторонами і представлений комітетом до Сенату, передбачав 1,6 мільярда доларів на забезпечення безпеки кордону, включаючи кошти на «приблизно 65 миль пішохідної огорожі вздовж південно-західного кордону в секторі долини Ріо-Гранде».
Законопроєкт не голосувався у Сенаті, хоча організатор демократів Палати представників Стені Гоєр зазначив, що така пропозиція може бути прийнятною для демократів Палати. Лідер меншості Сенату Чак Шумер (демократ від штату Нью-Йорк) заявив, що Демократична партія не підтримає виділення 5,7 мільярдів доларів на прикордонну стіну. На прес-конференції перед закриттям уряду він зазначив, що "наша позиція — це 1,6 мільярда доларів на безпеку кордону, про які було домовлено демократами та республіканцями. Ми вважаємо, що це правильний шлях. … "

### Початок припинення роботи

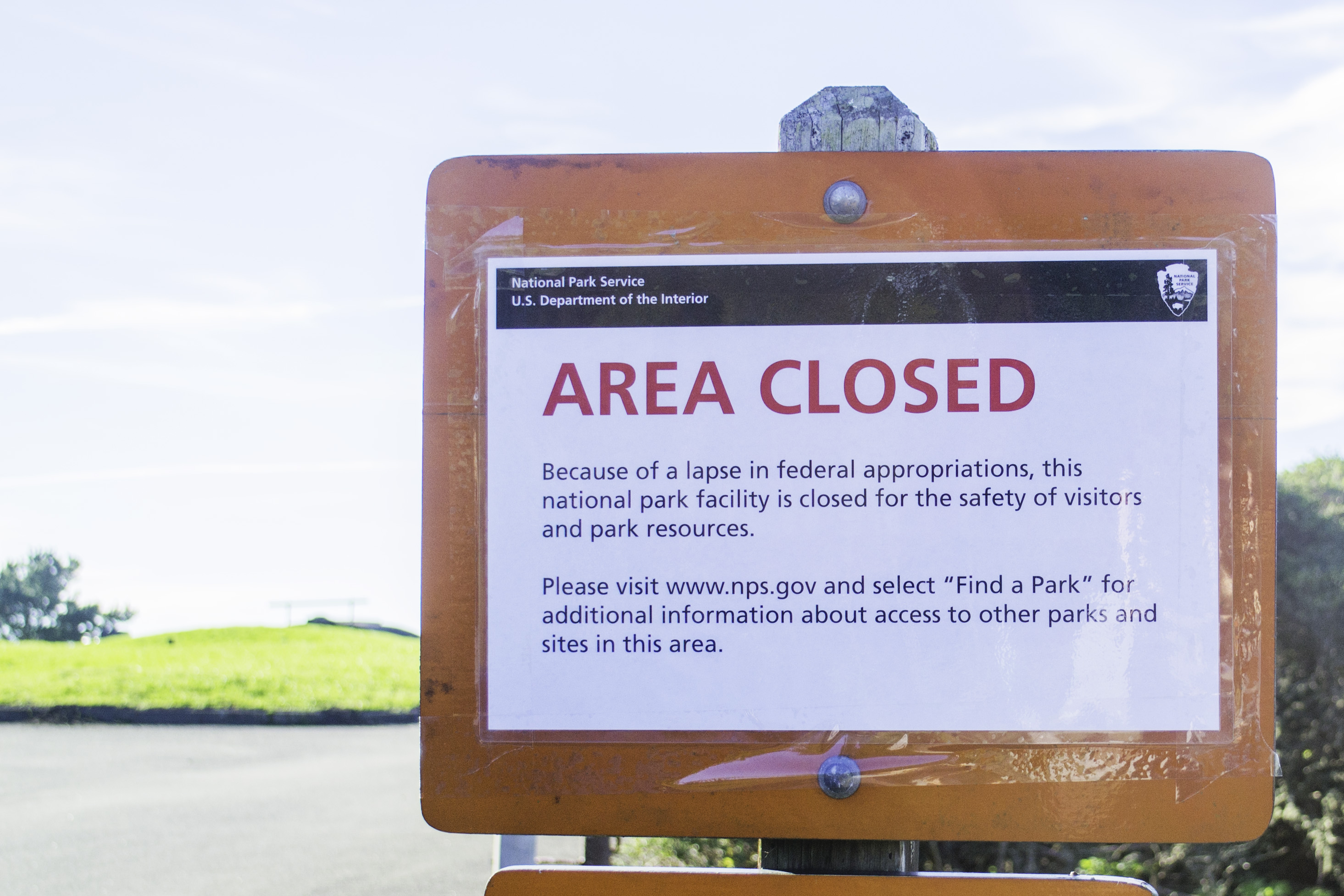
Пляж М'юїр (Сан-Франциско), закритий у зв'язку із призупиненням роботи уряду в грудні 2018 року.

11 грудня Трамп провів зустріч зі спікером Ненсі Пелосі та лідером меншості Сенату Чаком Шумером в Овальному кабінеті і попросив їх підтримати виділення 5,7 млрд доларів на фінансування прикордонної стіни. Вони відмовилися, що призвело до суперечки між Трампом і обома лідерами Конгресу. Під час суперечки, Трамп сказав: "Я з гордістю припиню роботу уряду задля безпеку кордону … Я буду тим, хто припинить роботу [уряду]. Я не буду звинувачувати вас у цьому … Я візьму на себе цю честь. Я буду тим, хто припинить його роботу. " Шумер відповів: «Ми не повинні закривати уряд через суперечку».
Через три дні Politico повідомив, що Трамп був готовий підписати законопроєкт без фінансування прикордонної стіни, що відклало закриття уряду до 2019 року і нового Конгресу. 18 грудня, після зустрічі з Трампом, лідер більшості Сенату Мітч Макконнелл заявив, що уряд не закриється 22 грудня і що Трамп «гнучкий» щодо фінансування прикордонної стіни. Голова Комітету Сенату з асигнування Річард Шелбі прокоментував, що найбільш імовірною резолюцією буде законопроєкт, який фінансує уряд до початку лютого. Шумер додав, що його фракція «дуже серйозно» розгляне такий законопроєкт, а організатор більшості Сенату Джон Корнин сказав: «Я не знаю нікого у Капітолії, хто хоче шатдауну, і думаю, що всі радники президента кажуть йому, що це не буде добре».
Наступного дня Сенат одностайно прийняв другу резолюцію про продовження (H.R. 695) тривалістю до 8 лютого 2019 року. Пелосі оголосила, що демократи Палати підтримають таку міру, маючи на увазі, що вона пройде Палату представників навіть, якщо консервативні республіканці будуть проти. Тим не менше, 20 грудня, слідом за зростанням критики з боку консервативних ЗМІ, телеекспертів і політичних діячів, Трамп змінив свою позицію і заявив, що не буде підписувати ніякий законопроєкт про фінансування, якщо в ньому не буде фінансування прикордонної стіни. Тоді Палата, пізніше того ж дня, прийняла версію резолюції про продовження, яка додала 5 мільярдів доларів на стіну та 8 мільярдів доларів на допомогу у разі стихійних лих. Переговори в Сенаті того дня не привели до згоди про ухвалення резолюції про продовження. Змінна позиція Трампа викликала занепокоєння серед республіканців Сенату. Коли журналісти запитали його, якими будуть подальші кроки, сенатор Боб Коркер (Теннессі), що йде у відставку, засміявся: «Я не знаю. Вам буде весело. Я готуюсь їхати до Чаттануґи… Це не можна так просто вигадати.»
Шатдаун розпочався 22 грудня і Трамп оголосив, що скасує свою заплановану поїздку до Мар-а-Лаго на Різдво і залишиться у Вашингтоні . Очікувалося, що значення терміну «стіна» ще буде обговорюватися.

## Припинення роботи

### Законодавство

#### 115-й Конгрес

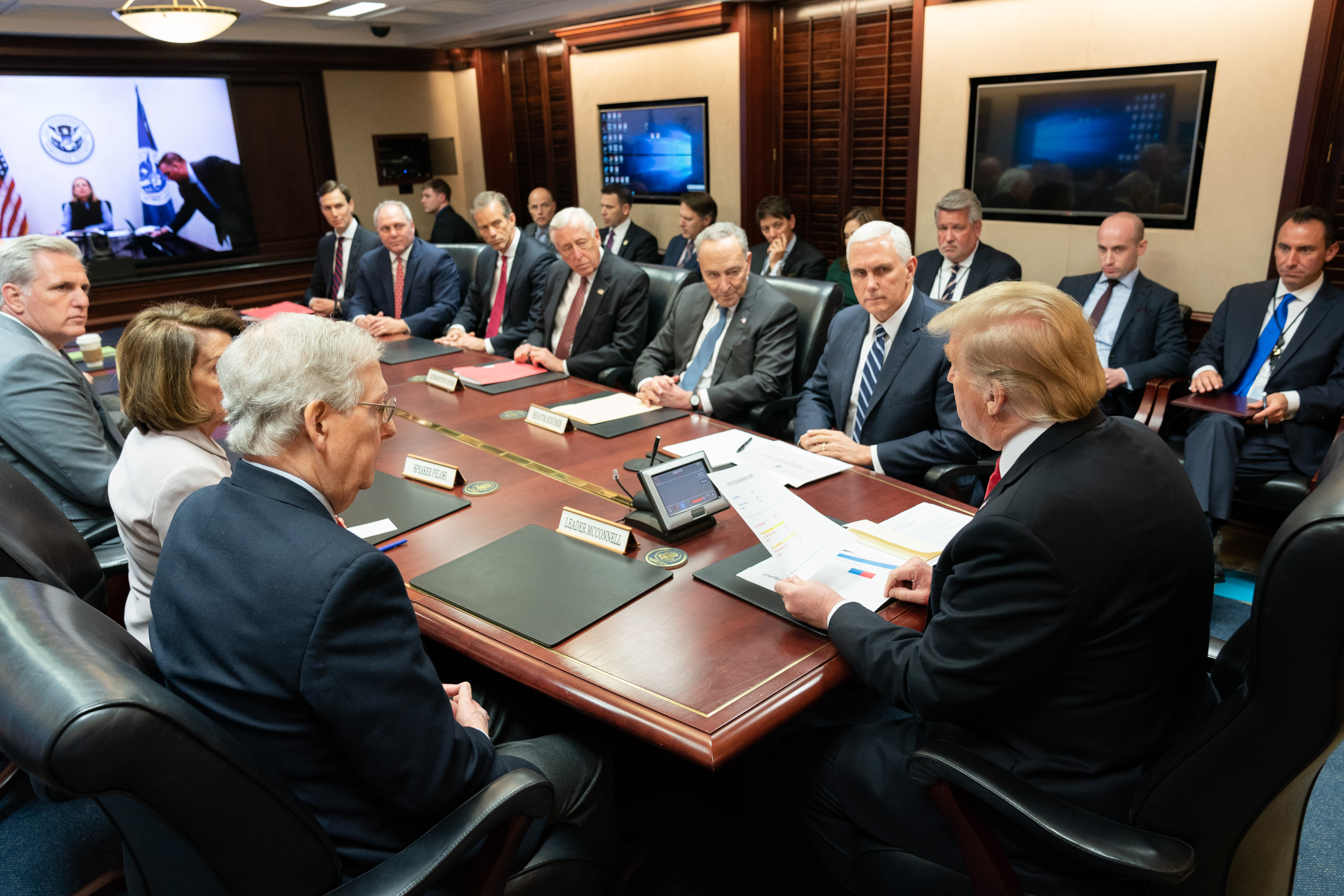
Трамп зустрічається з лідерами Конгресу в Ситуаційній кімнаті Білого дому 2 січня 2019 року

Конгрес призупинив роботу 22 грудня на час Різдвяних вихідних; багато-хто передбачав, що питання шатдауну не буде вирішено до початку роботи 116-го Конгресу. Сенат продовжив роботу 27 грудня на чотири хвилини, під головуванням сенатора-республіканця Пета Робертса. Палата представників також на короткий час відновила роботу, й організатор республіканської більшості Стів Скаліс зауважив, що членам не варто очікувати будь-яких подальших голосувань до кінця 2018 року. Представник Джим Макговерн пішов до Палати, щоб спробувати проштовхнути розгляд короткострокового законопроєкту про фінансування, уже схвалений Сенатом, що покладе край закриттю, але спікер Пол Раян відмовився дати йому слово.
Потім Конгрес знову закрився до 31 грудня 2018 року для проведення сесії pro forma. 2 січня 2019 р., останнього повного дня 115-го Конгресу Сполучених Штатів, відбулася сесія pro forma, запланована тривалість якої складала кілька хвилин.

#### 116-й Конгрес
Новий конгрес приведений до присяги 3 січня 2019 року, і першими на порядку денному Палати після присяги нових членів та обрання спікера була резолюція про продовження фінансування Міністерства національної безпеки до 8 лютого (H.J.Res. 1), що пройшла з результатом 239—192; і пакет, що об'єднував п'ять законопроєктів про асигнування на фінансування решти уряду на решту фінансового року (H.R. 21), прийнятий голосуванням 241—190. Законопроєкти виділяли 1,3 мільярда доларів фінансування для охорони кордону, але не передбачали додаткового фінансування прикордонної стіни.
Починаючи з 9 січня, контрольована демократами Палата голосувала по чотирьох законопроєктах окремо:
- Закон про асигнування на фінансові послуги та загальне урядування 2019 (H.R. 264) — законопроєкт про відновлення асигнування на казначейство (в тому числі Службу внутрішніх доходів), федеральних суддів, округ Колумбії, а також ряд незалежних управлінь[en], у тому числі Федеральну комісію зі зв'язку, Федеральну комісію з торгівлі, Адміністрацію загальних служб[en], Комісія з цінних паперів і бірж. Палата прийняла закон 9 січня, з розподілом голосів 240—188, при цьому усі демократи і вісім республіканців голосували «за», а всі інші республіканці проголосували «проти».[40][41][42]
- Закон про асигнування на сільське господарство, розвиток сільських районів, Управління з питань продовольства та медикаментів, та відповідні управління 2019 (H.R. 265) — законопроєкт про відновлення асигнувань на Міністерство сільського господарства (включно з програмою додаткового харчування), Управління з питань продовольства та медикаментів, а також пов'язаних суб'єктів. 10 січня Палата прийняла цей законопроєкт з розподілом голосів 243—183.[43][44]
- Закон про асигнування на транспорт, житлове будівництва та містобудування та відповідні управління 2019 (H.R. 267) — законопроєкт про відновлення асигнувань на транспорт та житлове будівництво та містобудування[en] (включно з деякими федеральними іпотечними програмами). 10 січня Палата прийняла цей законопроєкт з розподілом голосів 244—180.[43][44]
- Закон про асигнування на Міністерство внутрішніх справ, довкілля та відповідні управління (H.R. 266) — законопроєкт про відновлення асигнувань на Міністерство внутрішніх справ, Управління з охорони довкілля та інші установи (включно зі Смітсонівським інститутом). 11 січня десять республіканців Палати проголосували разом з демократами за припинення шатдауну програм внутрішніх справ і охорони довкілля, з розподілом голосів 240—179. Це був останній з «серії автономних заходів з асигновання», які Палата надіслала у Сенат.[45][43][44]

Ця стратегія подібна до тієї, яку республіканці використали під час припинення роботи уряду 2013 року, що мала вигляд серії з чотирнадцяти мінірезолюцій про продовження.

#### Сенат
Лідер більшості Сенату Мітч Макконнелл пообіцяв, що Сенат не розглядатиме законопроєкти Палати про відновлення роботи уряду, засвідчуючи, що республіканці Сенату не підтримають жодного законопроєкту, якщо він не матиме підтримки Трампа. У січні 2019 року Макконнелл і республіканці Сенату опинилися під посиленим тиском вийти з тупика і відновити роботу уряду. Три сенатори-республіканці — Сьюзен Коллінз з Мену, Ліза Меркаускі з Аляски і Корі Гарднер з Колорадо — закликали до припинення шатдауну. Сенатори Коллінз і Гарднер заявили, що вони підтримують законопроєкти Палати про фінансування заради відновлення роботи уряду. Сенатор штату Західна Вірджинія Шеллі Мур Капіто заявила, що може підтримати завершення шатдауну, якщо переговори про прикордонну стіну продовжаться. Пет Робертс з Канзасу заявив, що шатдауни «ніколи не працюють» і лише перетворили федеральних робітників на «пішаків», і що, хоча ще не прийшов час, щоб республіканці Сенату перекрили будь-яке вето Трампа і припинили шатдаун, «ми вже досить близько до цього». Джонні Айзаксон з Джорджії погодився з ним, сказавши, що підтримка позиції Макконнелла не триватиме вічно: «Може бути такий момент, що вона закінчиться».
16 січня Макконнелл знову заблокував розгляд у Сенаті законопроєктів Палати про асигнування, які б відновили роботу уряду.

#### Голосування наприкінці січня
22 січня Макконнелл заявив, що Сенат голосуватиме по двох різних законопроєктах, щоб припинити шатдаун 24 січня. Перше голосування — щодо законопроєкту, який відновить роботу уряду, і включає пропозицію Трампа про надання 5,7 млрд дол. на прикордонну стіну та тимчасові засоби захисту проти деяких видів міграції. Інший законопроєкт передбачає тритижневе продовження рішення про фінансування 25 % уряду до 8 лютого.
22 січня сенатор Марк Ворнер представив законопроєкт, який передбачає продовження роботи федерального уряду у разі майбутніх зупинок. Законопроєкт називається «Stop Shutdowns Transferring Unnecessary Pain and Inflicting Damage in the Coming Years Act», або ж «Stop STUPIDITY Act» (що перекладається як «Законопроєкт про припинення дурні»).
24 січня Сенат провів два голосування по двох паралельних пропозиціях щодо припинення зупинки уряду, від демократів і республіканців. Пропозиція демократів була значною мірою подібна до заходів, які раніше були одностайно прийняті у 115-му Конгресі і потім прийняті підконтрольною демократам Палатою у 116-му Конгресі. Вона забезпечувала фінансування уряду без виділення коштів на прикордонну стіну. Пропозиція республіканців включала пропозицію Трампа з фінансуванням прикордонної стіни; тимчасово розширювала TPS та DACA на три роки, але суттєво скорочувала права на DACA і вносила суттєві правові зміни, які ускладнюють особам, що уникають насильства та переслідувань, отримання притулку у Сполучених Штатах. Жодна пропозиція не змогла отримати 60 голосів, необхідних для прийняття: план Трампа не пройшов зі співвідношенням голосів 50—47, план демократів — 52—44. Більшість республіканців проголосувала за план Трампа і проти демократичного плану. Більшість демократів проголосували за демократичний план і проти плану Трампа. Республіканці Том Коттон і Майк Лі проголосували проти обох планів. Демократ Джо Менчін і республіканці Ламар Александер, Сьюзен Коллінз, Корі Гарднер, Джон Айзаксон, Ліза Меркаускі і Мітт Ромні проголосували за обидва плани. Не голосували за жоден республіканці Ренд Пол, Джим Ріш і демократ Джекі Роузен. Республіканець Річард Берр проголосував за план Трампа і не голосував за план демократів.
25 січня демократи Палати підготували компромісну пропозицію щодо відкриття уряду, яка забезпечила б 5 мільярдів доларів на безпеку кордону, але без будівництва стін. Проте завершення роботи уряду завершилося того ж дня.

### Переговори сторін
4 січня, після того, як новий Конгрес був приведений до присяги, і Пелосі повернулася до виконання обов'язків спікера, вона та Шумер, а також лідери республіканців Конгресу, зустрілися з Трампом у Білому домі. Пелосі і Шумер наполягали, що припинення роботи уряду необхідно завершити і повідомили, що Трамп відмовився. Вони сказали, що Трамп погрожував «зберегти припинення роботи уряду на дуже тривалий період часу. Місяці або навіть роки». 4 січня Трамп визнав, що «точно» висловив таку погрозу, додавши: «Я дуже пишаюся тим, що я роблю». Пізніше Трамп сказав, що розглядає можливість оголошення національної надзвичайної ситуації в країні, щоб використати для стіни військове фінансування. На засіданні Трамп виніс догану своєму виконувачу обов'язки начальника штабу Міку Малвейні за спробу запропонувати компроміс між 5,7 млрд доларів, які Трамп вимагає на прикордонну стіну, і пропозицією демократів про 1,3 млрд доларів на прикордонну безпеку.
Трамп звернувся до нації з Овального офісу о 9 годині вечора (EST) 8 січня; звернення транслювалося на національному телебаченні, як на мережевих, так і кабельних каналах. У своєму виступі Трамп заявив, що на кордоні Мексики та Сполучених Штатів існує «гуманітарна і безпекова криза, що наростає», яку можна вирішити лише через виділення 5,7 млрд доларів на будівництво сталевої стіни. У своєму виступі Трамп не вніс жодних нових пропозицій щодо безвихідної ситуації із зупинкою уряду. Відразу після виступу Трампа Шумер і Пелосі виступили з відповіддю від імені демократів, у якій вони вимагали припинення закриття уряду і сказали: «Президент Трамп повинен перестати використовувати американців як заручників, повинен припинити продукувати кризу і повинен знову відкрити уряд».

#### Зустріч 9 січня
Трамп знову зустрівся з лідерами Конгресу 9 січня, на зустрічі тривалістю 14 хвилин. Трамп запитав Пелосі: «Чи ви погодитеся на мою стіну?» І коли вона відповіла, що не ні, Трамп сказав «тоді бувайте», і покинув зустріч, пізніше назвавши її «цілковитою тратою часу». Шумер звинуватив Трампа, що той «поводився істерично» і гримнув руками по столу. Трамп засудив коментарі Шумера у Twitter'і. Віце-президент Майк Пенс і лідер меншості Палати Кевін Маккарті сказали, що Трамп залишався спокійним і ніколи не піднімав голосу. 10 січня Пелосі описала зустріч з Трампом попереднього дня як «постановку», яку організували помічники Білого дому, щоб Трамп міг піти з зустрічі. Пелосі описала поведінку Трампа як «непредизентську»; звинувативши його в «експлуатації цієї ситуації таким чином, що підвищує його владу»; і сказала: «Я не думаю, що він дійсно хоче вирішення. Я думаю, що він любить відволікання».
Після того, як Трамп вийшов із зустрічі з демократичними лідерами Конгресу 9 січня, подальших переговорів не проводилося. Кілька сенаторів-республіканців зустрілися в офісі сенатора Південної Кароліни Ліндсі Грема, близького соратника Трампа, після зустрічі для обговорення компромісу щодо припинення зупинки роботи уряду. Вони обговорили можливість погодитися на вимогу Трампа про фінансування прикордонної стіни і запропонувати демократам допомогу для «мрійників» (особам, що підпадають під дію закону DREAM), захист біженців і розширення віз H-2B. 13 січня Грем запропонував, щоб Трамп погодився на голосування в Конгресі, щоб знову відкрити уряд до відновлення переговорів. Грем висловив припущення, що якщо Трамп і демократи Конгресу не домовляться в той час, Трамп може оголосити національну надзвичайну ситуацію. Трамп відхилив цю пропозицію наступного дня.

#### Пропозиція Трампа

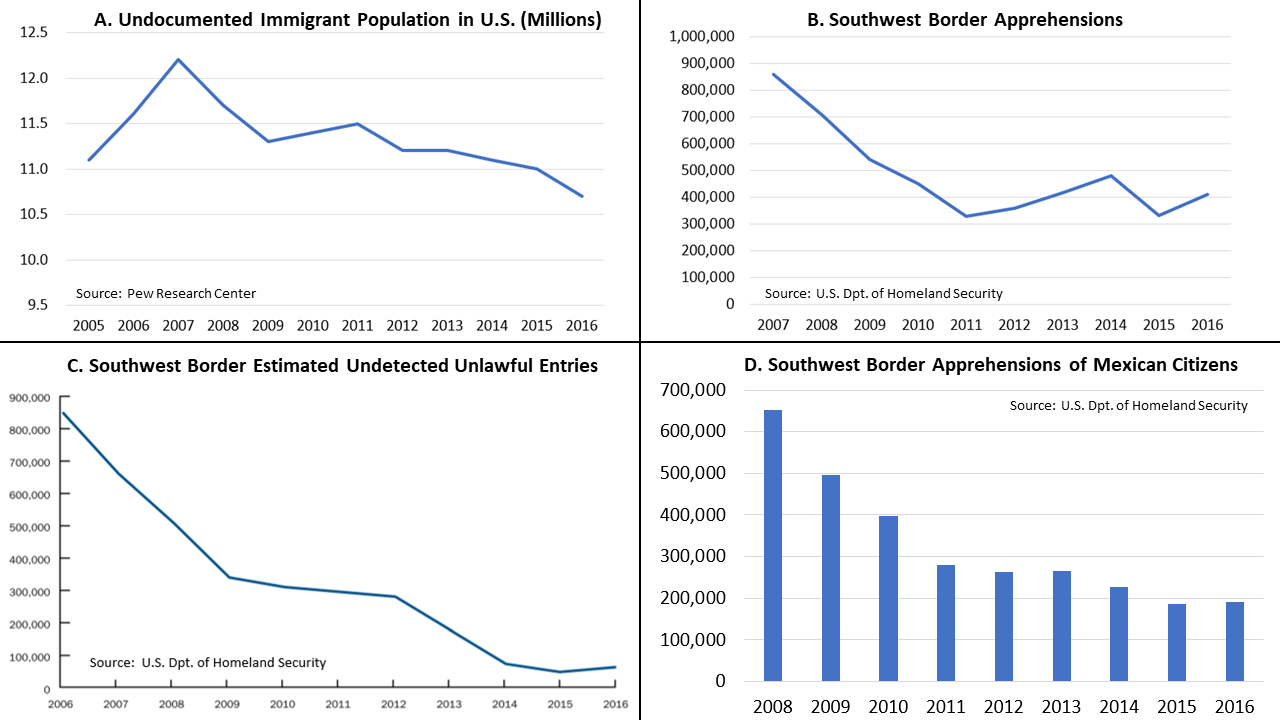
Статистика кордону: Як кількість нелегальних іммігрантів у США, так і напруження на південно-західних кордонах значно зменшилися упродовж останнього десятиліття.

19 січня Трамп запропонував тимчасове подовження двох програм, які захищають близько 700 тисяч іммігрантів від депортації: Тимчасовий захищений статус (TPS) і Відстрочення депортації для дітей (DACA) — в обмін на фінансування прикордонної стіни. Захист мав бути тимчасовим, без шляху до громадянства. Раніше Трамп відкликав TPS для людей з ряду країн Латинської Америки та Африки, і вжив заходів для скасування DACA. У своєму виступі в Білому домі Трамп згадав «бар'єр», а не «стіну», і вказав, що він прагне збудувати «сталеві бар'єри у високопріоритетних місцях», а не «бетонну конструкцію на 2000 миль від моря до моря».
Окрім фінансування прикордонної стіни, 1300-сторінковий законопроєкт республіканців, опублікований після того, як Трамп виголосив свою пропозицію, вносив серйозні зміни до імміграційної політики США (які не були озвучені у публічному оголошенні Трампа). Законодавство суворо обмежувало можливості дітей з Гондурасу, Гватемали та Сальвадору подавати заяву про надання притулку в США. Зокрема, участь у «Програмі неповнолітніх з Центральної Америки» обмежувалася щорічно, а дітям-мігрантам заборонялося подавати заяву про надання притулку особисто на кордоні, а лише діти-мігранти з «кваліфікованими» батьками у США мали право подати заявку. Законопроєкт також створював новий, більш обтяжливий процес подання заявок для осіб з TPS і виключив би осіб з TPS з Судану, Сомалі та Ємену. Директор зі зв'язку з урядом Асоціації американських імміграційних адвокатів сказав, що пропозиція «категорично блокує десятки тисяч дітей вже навіть від подання заяви про надання притулку», а аналітик з імміграції в Інституті Катона писав, що пропозиція не розширює DACA, а замінює її на зовсім іншу програму, яка виключає незліченні тисячі «мрійників», які мали б право на участь у DACA.
Демократи відхилили пропозицію Трампа. У своєму виступі у Сенаті лідер меншості Чак Шумер сказав: «Пропозиція президента є односторонньою, жорстко партизанською і недобросовісною. Зміни у наданні притулку — це отруйна піґулка, якщо вона коли-небудь була». Спікер палати Ненсі Пелосі заявила, що тимчасова пролонгація пропозиції DACA є «неприйнятною» і «мертвою від початку», оскільки це «не є добросовісним зусиллям відновити впевненість у життях людей». Аналітики зазначали, що Трамп раніше відхилив угоду, яка передбачала б фінансування прикордонної стіни в обмін на подальший захист одержувачів DACA. Натомість республіканці позитивно відреагували на пропозицію Трампа, і Мітч Макконнелл сказав, що він поставить її на голосування в Сенаті.

### Пов'язані спори

#### Погроза Трампа оголосити національну надзвичайну ситуацію
8 січня, під час зупинки роботи уряду, репортер на прес-конференції запитав Трампа, чи розглядає він можливість оголосити національну надзвичайну ситуацію, на що Трамп відповів: «Я маю абсолютне право оголосити національну надзвичайну ситуацію, якщо хочу», і сказав, що міг би це зробити. Після цього Трамп неодноразово погрожував оголосити національну надзвичайну ситуацію в односторонньому порядку розпорядитися про будівництво стіни без погодження від Конгресу. За повідомленнями, деякі радники Трампа, у тому числі його зять Джаред Кушнер, намагалися відмовити його від цього. Чиновники адміністрації розглядали можливість перенаправлення коштів, передбачених на ліквідацію наслідків ураганів та лісових пожеж (виділених у липні 2018 року законом про 13,9 мільярдів доларів США на допомогу у ліквідації наслідків катастроф, насамперед, у Пуерто-Рико, Флориді, Техасі та Каліфорнії), на будівництво стіни, і розпорядилися Інженерним військам США вивчити цю можливість.
Спроба Трампа застосувати надзвичайні повноваження майже напевно призвела б до тривалого судового оскарження. Демократи відповіли, що Трампу не вистачає повноважень оголошувати національну надзвичайну ситуацію; представник Адам Шифф назвав цю ідею приреченою на провал і сказав, що «якщо Гаррі Трумен не зміг націоналізувати сталеливарну промисловість під час війни, то цей президент не має повноважень оголосити надзвичайну ситуацію і побудувати багатомільярдну стіну на кордоні». Представник Демократичної партії Нідія Веласкес заявила, що ідея перенаправлення коштів для ліквідації наслідків стихійного лиха на прикордонну стіну «більш, ніж жахлива». Президенти оголошували надзвичайні ситуації в минулому, але жодна з них не «залучила фінансування політичної цілі після того, як вона не отримала схвалення в Конгресі». Професор Єльської школи права Брюс Акерман написав, що оголошення національної надзвичайної ситуації для будівництва стіни, як запропонував Трамп, буде неконституційним і незаконним. Інші вчені, такі як Елізабет Гойтейн з Бреннанського центру юстиції, вважали, що Трамп міг би навести правдоподібний аргумент, що відведення військових асигнувань на будівництво прикордонних стін законне, але це було б зловживанням владою. Професор права Ілля Сомін заявив, що в малоймовірному випадку, коли Трампу вдасться використати надзвичайні повноваження таким чином, це створить небезпечний прецедент, про який республіканці пошкодують, коли президент наступного разу буде демократом.
11 січня Трамп — продовжуючи стверджувати, що може зробити це в будь-який час, — сказав, що не поспішає оголошувати національну надзвичайну ситуацію для забезпечення фінансування стіни, сказавши, що хоче, аби Конгрес «зробив свою роботу», і що демократи «повинні повернутися і проголосувати». Наступного дня він знову погрожував скористатися надзвичайними повноваженнями, якщо демократи не «прийдуть в себе».

#### Промова «Стан держави»
16 січня Пелосі надіслала листа Трампу з пропозицією перенести дату його промови «Стан держави», запланованої на 29 січня. Пелосі зазначила: «На жаль, з огляду на занепокоєння з питань безпеки, і якщо уряд не поновить роботу цього тижня, я пропоную, щоб ми разом попрацювали над тим, щоб визначити іншу відповідну дату для вашої промови, після того, як уряд запрацює знову, або щоб ви розглянули можливість передати свою промову про стан держави Конгресу 29 січня у письмовій формі». За час з 1913 року, подання промови про стан держави було відкладено або істотно змінено лише у двох випадках. Трамп відреагував листом наступного дня, у якому повідомив спікера, що їй не дозволять брати військово-транспортний літак для планових поїздок до Брюсселя, Єгипту та Афганістану: «Ми перенесемо цю семиденну екскурсію на час після завершення зупинки роботи уряду». Пелосі та делегація Конгресу планували відвідати військовий персонал США закордоном.
23 січня Трамп надіслав до Пелосі листа, у якому наполягав на тому, що не існує жодних проблем із безпекою, і що він представить свою промову «Стан держави», як заплановано. Трамп писав: «Таким чином, я виконаю ваше запрошення і свій конституційний обов'язок надати важливу інформацію народу і Конгресу Сполучених Штатів Америки про стан нашої держави». У листі у відповідь, Пелосі заявила, що Палата не розглядатиме надання дозволу на промову Палаті, поки не завершиться зупинка уряду, повторивши свою пропозицію знайти іншу взаємно прийнятну дату після відкриття уряду.
Пізніше Трамп заявив, що шукатиме альтернативне місце для промови, але згодом відхилив цю думку у кількох твітах, оголосивши, що чекає до кінця шатдауну, щоб вступити з промовою у Палаті.

### Вирішення
25 січня президент Трамп оголосив про свою підтримку пропозиції тритижневого фінансування, яка відкриє уряд до 15 лютого. Угода, яка також передбачала довгострокове фінансування Міністерства національної безпеки, не включала коштів на стіну. Як і очікувалося, угода надала федеральним працівникам зворотну оплату. Як Сенат, так і Палата представників ухвалили цю пропозицію шляхом усного голосування, передавши резолюцію на стіл Президента. Трамп підписав закон того ж дня, закінчивши зупинку роботи уряду.

## Подальші дії
Станом на 11 лютого, за чотири дні до завершення дії поточного фінансування федерального уряду (після чого, у разі відсутності домовленості, припинення роботи уряду почалося б знову), було досягнуто згоди щодо подальшого фінансування «в принципі». Нова пропозиція передбачила 1,374 млрд доларів США на 55 миль сталевого прикордонного паркану, але Трамп не сказав, чи підпише її. Обидві палати прийняли закон 14 лютого з достатньою кількістю голосів, щоб подолати вето президента, якби таке трапилося.
15 лютого, у Трояндовому саду Білого дому, президент Трамп оголосив, що підписав закон про витрати, що збереже роботу уряду. Він також оголосив національну надзвичайну ситуацію через кризу на кордоні, в надії отримати фінансування у розмірі 8 млрд доларів США на прикордонну безпеку.

## Зноски
1. ↑  Не рахуючи паузи у лютому 2018 року, пов'язаної із зупинкою у січні 2018.